# Lipusz Norbert
Lipusz Norbert (Miskolc, 1986. április 23. –) magyar labdarúgó, balszélső.

## Pályafutása

### Diósgyőr
Saját nevelésű játékos. A 2006/2007-es szezon tavaszán a másodosztályú Dunaújváros FC-ben szerepelt, kölcsönben. A 2007/2008-as év diósgyőri felfedezettjének tartják. Gyakran szerepel kezdőként, a középpályasor bal oldalán, távoli lövésekkel veteti magát észre általában.